# 보스턴 라틴 스쿨

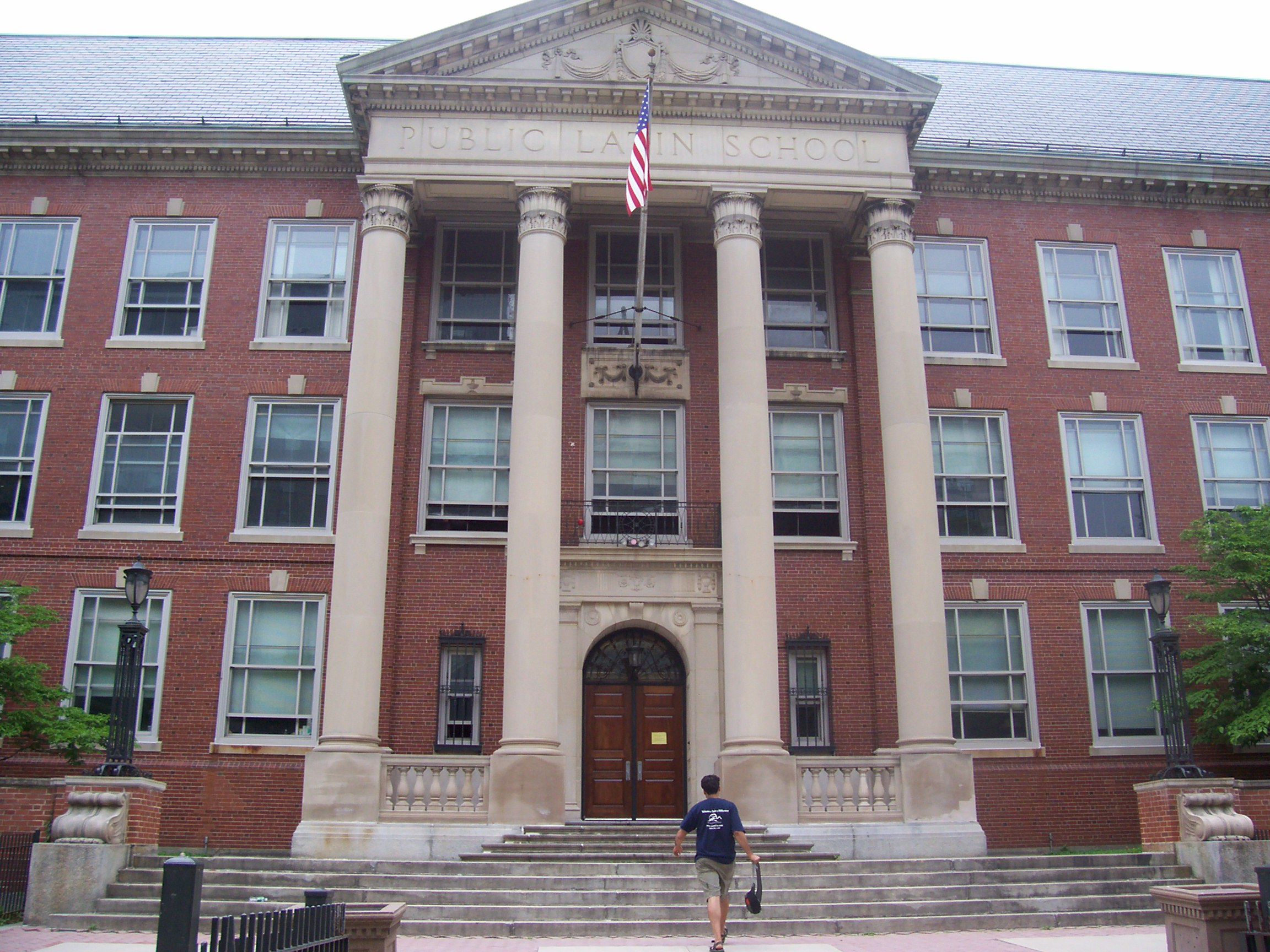
보스턴 라틴 스쿨

보스턴 라틴 스쿨(Boston Latin School)은 1635년 4월 23일에 미국 매사추세츠주 (당시는 매사추세츠 만 식민지) 보스턴에 설립된 공립 마그넷 스쿨이다. 미국에서는 첫 공립 고등학교이며, 현존하는 가장 오래된 학교이기도 하다. 공립 라틴 스쿨은 보스턴 특권 계급의 자제를 교육하는 터전이며, 많은 저명한 보스턴 사람이 졸업생을 주장하는 학교가되었다. 2007년 잡지 US 뉴스 & 월드 리포트에 따르면 미국 고등학교 톱 20 중 하나에 들어간다.